# Stentjärnen (Sorsele socken, Lappland, 726314-158921)
Stentjärnen är en sjö i Sorsele kommun i Lappland och ingår i Umeälvens huvudavrinningsområde. Sjön har en area på 0,177 kvadratkilometer och ligger 347 meter över havet. Stentjärnen ligger i Vindelälven Natura 2000-område.

## Delavrinningsområde
Stentjärnen ingår i det delavrinningsområde (726155-159039) som SMHI kallar för Mynnar i Kvarnbäcken. Medelhöjden är 364 meter över havet och ytan är 7,65 kvadratkilometer. Det finns inga avrinningsområden uppströms utan avrinningsområdet är högsta punkten. Vattendraget som avvattnar avrinningsområdet har biflödesordning 5, vilket innebär att vattnet flödar genom totalt 5 vattendrag innan det når havet efter 287 kilometer. Avrinningsområdet består mestadels av skog (75 procent) och sankmarker (14 procent). Avrinningsområdet har 0,37 kvadratkilometer vattenytor vilket ger det en sjöprocent på 4,8 procent.